# Nabide
(Niccolò Machiavelli, Il principe, cap. IX.)
Nabide (in greco antico: Νάβις?, Nàbis; ... – Sparta, 192 a.C.) fu un re usurpatore di Sparta dal 207 a.C. fino alla sua morte.

## Biografia

### Origini e ascesa al potere
Nabide, figlio di Demarato, nacque a Sparta durante il III secolo a.C., apparteneva alla famiglia reale degli Euripontidi essendo discendente di Demarato ma, in ogni caso, nulla è noto né della sua parentela né della sua giovinezza.
Dopo la morte del reggente spartano Macanida nel 207 a.C. in battaglia contro la Lega achea, Nabide rovesciò il re euripontide Pelope col sostegno di un esercito mercenario e fu incoronato re.

### Politica estera
Salito al potere, Nabide continuò la politica dei suoi predecessori opponendosi alla Macedonia e alla Lega achea e cercando l'alleanza dell'Elide, della Lega etolica e di Messene.
Nel 205 a.C., durante la Prima guerra macedonica, Nabide si schierò con Roma e fu tra i partecipanti alla Pace di Fenice.
Negli anni seguenti, Nabide fortificò la città di Sparta, riarmò, con l'aiuto dei Cretesi, una marina da guerra e riconquistò l'intera Laconia e parte del territorio di Messene ma nel 204 a.C. i suoi tentativi di espugnare la piazzaforte della Lega achea di Megalopoli fallirono.
Nel 201 a.C., Nabide, con un esercito mercenario, pose l'assedio alla città di Messene, un tempo soggetta e alleata di Sparta; tuttavia, sebbene fosse riuscito ad espugnarne le mura, Nabide fu costretto a ritirarsi per via dell'intervento dell'esercito della Lega achea comandato da Filopemene che sconfisse pesantemente le truppe spartane nella battaglia di Tegea.

Situazione politica nella Grecia del 200 a.C., alla vigilia della seconda guerra macedonica.

Durante la seconda guerra macedonica, Nabide ebbe un'altra occasione di espandersi. Filippo V di Macedonia gli offrì la città di Argo se Sparta avesse abbandonato la coalizione romana e si fosse schierata con l'alleanza macedone Nabide accettò e ottenne il controllo di Argo; tuttavia, quando fu chiaro che la guerra sarebbe andata male per i Macedoni, ritornò nella coalizione romana e inviò 600 mercenari cretesi a sostegno dell'esercito romano..
Pertanto, quando Filippo fu poi definitivamente sconfitto dai Romani nella battaglia di Cinocefale, Roma decise di mantenere guarnigioni in Grecia per proteggere i propri interessi e riconobbe il controllo spartano su Argo.

### Politica interna
In cambio del suo aiuto nella guerra, Roma riconobbe il controllo di Nabide sulla polis di Argo; Nabide, che era già re di Sparta, fece la propria moglie Apia sovrana di Argo, sua città natale.
Successivamente, Apia e Nabide decimarono i membri delle più antiche famiglie spartane e argive, ne confiscarono i beni torturando coloro che opponevano resistenza; inoltre, pur conservando lo status giuridico di ilota, in ossequio alla costituzione di Licurgo che Nabide intendeva restaurare, il sovrano fece liberare numerosi iloti e distribuì loro molta della terra confiscata.
Tale politica permise di incrementare il numero dei cittadini abili alle armi mentre l'aumento del reddito ricavato dalle confische e dalla produzione agricola permise a Nabide di arruolare forze mercenarie; Polibio, assai ostile a Nabide, descrisse tali forze come "un'accozzaglia di assassini, ladri, tagliaborse e banditi" (ἀνδροφόνοι καὶ παρασχίσται, λωποδύται, τοιχωρύχοι).
Infine, fece ricostruire l'arsenale militare di Giteo e offrì basi navali ai Cretesi affinché potessero praticare la pirateria ed ottenne in cambio una quota dei profitti e altri 1.000 mercenari.

### Guerra contro Roma

#### Premessa

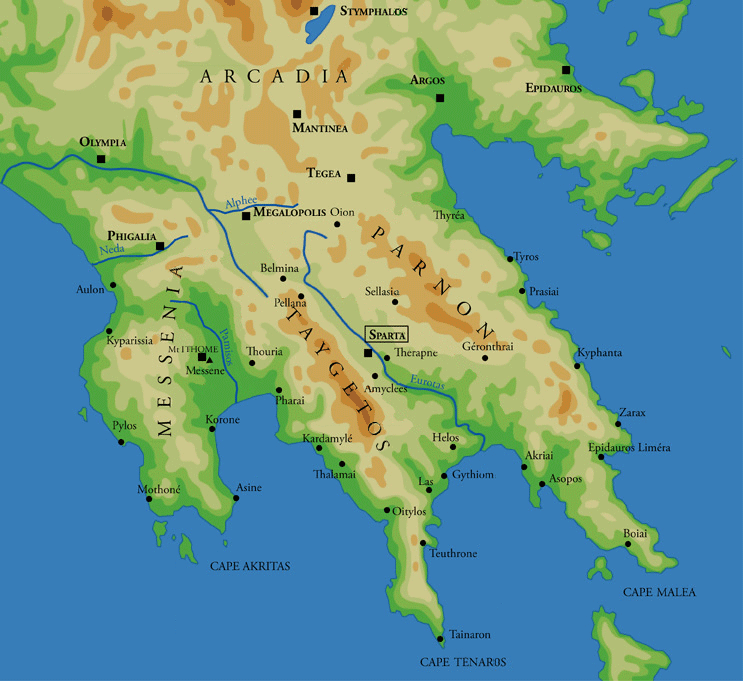
Mappa del Peloponneso meridionale.

Il potere di Nabide, tuttavia, si dimostrò assai effimero: la Lega achea, non tollerando che uno dei suoi membri, la città di Argo, fosse sotto il controllo di un'altra potenza, fece pressioni sui romani affinché dichiarassero guerra a Nabide; Roma, non desiderando lasciarsi alle spalle una Sparta riorganizzata e di nuovo in ascesa, decise di acconsentire alle richieste.
Nel 195 a.C. Tito Quinzio Flaminino, comandante romano in Grecia, convocò un consiglio degli stati greci a Corinto allo scopo di discutere l'eventualità di una dichiarazione di guerra contro Nabide: tra gli stati partecipanti al consiglio vi furono la Lega etolica, il Regno di Macedonia, il Regno di Pergamo, la Repubblica romana, Rodi, la Tessaglia e la Lega achea.
Tutti i partecipanti, con l'eccezione della Lega etolica e la Tessaglia, che desideravano l'immediato ritiro dei romani e si offrirono come mediatori con Nabide, optarono per la guerra che, secondo lo storico moderno Erich Gruen, costituiva per i Romani un eccellente pretesto per mantenere alcune legioni in Grecia e quindi impedire agli Spartani e alla Lega etolica di allearsi al sovrano seleucide Antioco III in caso di una sua invasione della Grecia..
Di conseguenza, Flaminino inviò un ultimatum a Nabide imponendogli di abbandonare Argo o di fronteggiare una guerra contro Roma ed i suoi alleati; Nabide rifiutò di ottemperare e scoppiò il conflitto.

#### Assedio di Argo e campagna laconica
L'esercito di Flaminino, composto da 40.000 legionari e da 10.000 fanti e 1.000 cavalieri inviati dalla Lega achea, marciò su Argo e la mise sotto assedio: Nabide aveva comandato al cognato Pitagora di tenere la città con 15.000 soldati che, dopo diverse schermaglie, indussero i romani a lasciare l'assedio.
Pertanto, Flaminino decise di avanzare direttamente contro la Laconia conquistando le città di Tegea e Caryae ove furono raggiunti da un contingente macedone e da uno composto dagli esuli spartani, guidati dal re deposto Agesipoli III; nel frattempo sul mare veniva radunata una flotta composta da 40 navi romane e 58 greche, rispettivamente 18 di Rodi e 40 inviate da Eumene II di Pergamo che intendevano reprimere la pirateria ed assicurarsi l'appoggio romano nel caso di un attacco da parte di Antioco III di Siria.
Nabide, tuttavia, non rimase inerte: comandò una leva di 10.000 cittadini, ottenne l'appoggio di 1.000 mercenari cretesi e, temendo una rivolta, fece giustiziare 80 tra i cittadini più eminenti di Sparta.
In un primo momento, le sorti del conflitto furono incerte: infatti, l'esercito di Nabide riuscì a sorprendere l'avanguardia di Flaminino a Sellasia e riuscì a scompaginare le truppe alleate ma in seguito l'intervento delle truppe romane costrinse le forze spartane a ritirarsi dietro le mura cittadine.
A questo punto, Flaminino procedette verso le città costiere della Laconia di cui accettò la resa volontaria e assediò per terra e mare il porto e arsenale navale spartano di Giteo finché, dopo diversi giorni di assedio e accaniti combattimenti, la guarnigione spartana, dietro la promessa che avrebbe potuto fare ritorno a Sparta, si arrese.

#### Assedio di Sparta e resa
Ricevuta la notizia della caduta di Giteo, Nabide tentò di negoziare la sua resa ma gli alleati greci fecero pressioni su Flaminino il quale decise di rifiutare l'offerta di pace e di assediare la città di Sparta.
Flaminino, dopo aver sconfitto fuori dalle mura le truppe spartane, rafforzate da un contingente di 3.000 soldati argivi guidati dal cognato di Nabide, Pitagora, decise di espugnare la città con un assalto diretto: dopo duri combattimenti, le truppe di Nabide cedettero ed egli tentò di fuggire; Pitagora, tuttavia, decise di dare fuoco alle abitazioni più vicine alle mura causando pesanti perdite alle truppe greche alleate dei romani.
Flaminino decise allora di ritirarsi nei propri accampamenti ove fu raggiunto da un emissario di Nabide che chiedeva la pace: inizialmente, il generale romano rifiutò di ricevere l'ambasciatore ma in seguito offrì l'armistizio imponendo le seguenti condizioni: abbandono di Argo, concessione della libertà alle città costiere della Laconia alle quali avrebbe consegnato la flotta spartana, rinuncia ad ogni alleanza con qualunque città cretese ed infine pagare un'indennità di guerra per i successivi otto anni.
Nabide avrebbe, inoltre, dovuto consegnare cinque ostaggi, tra cui il figlio Armenas, ma in cambio avrebbe conservato il trono, la città di Sparta e la pianura della Laconia ed, inoltre, ottenne che gli esuli spartani non potessero tornare in città.

### Tentativo di riscossa e morte
Anche se il territorio sotto il suo controllo era stato ridotto alla città di Sparta e a parte della Laconia, Nabide ancora sperava di riconquistare la sua antica potenza.
Nel 192 a.C., approfittando del fatto che l'attenzione dei Romani era rivolta all'imminente guerra contro Antioco III di Siria e la Lega etolica, Nabide radunò quanto restava del suo esercito e mise sotto assedio la città portuale di Giteo, riuscendo ad espugnarla e a sconfiggere parte della flotta achea in una battaglia navale nei pressi del porto.
Poi, però, Filopomene mobilitò l'esercito della Lega achea ed invase il territorio spartano costringendo Nabide a ritirarsi entro le mura della propria capitale per poi ritirarsi; Nabide, allora inviò messaggeri alla Lega etolica per chiedere rinforzi in modo da continuare la guerra.
Gli Etoli decisero di inviare un esercito di 1.000 fanti e 300 cavalieri ma, una volta che questi giunsero a Sparta, tradirono Nabide e lo assassinarono mentre stava conducendo l'esercito fuori dalla città (l'artefice fu il loro generale, Alessameno); poco dopo gli Etoli tentarono di prendere il controllo di Sparta e della Laconia ma furono costretti a ritirarsi.
Gli Achei, infine, approfittando del caos che era derivato dalla morte di Nabide, radunarono un poderoso esercito e, sotto la guida di Filipomene, marciarono su Sparta costringendola ad aderire alla Lega achea, conservando le proprie leggi: finiva così l'indipendenza di Sparta.